# سیتروئن سی-متیس
سیتروئن سی-متیس (Citroën C-Métisse) خودرویی است که در سال‌های ۲۰۰۶تولید شده‌است.
این خودرو در کلاس خودرو اسپورت قرار گرفته، است.